# 嘉義神社
嘉義神社（かぎじんじゃ）は、日本統治時代の台湾台南州嘉義市山子頂（現・嘉義市嘉義公園）に存在した神社である。第二次大戦後は忠烈祠となったが、1994年4月24日に焼失した。かつての社務所・斎館が史蹟資料館として利用されている。社格は国幣小社。

## 概要
1915年（大正4年）10月28日創建。1917年（大正6年）に県社、1944年（昭和19年）に国幣小社に列格した。祭神は能久親王・大国魂命・大己貴命・少彦名命・天照皇大神であった。1942年（昭和17年）に改築されている。
第二次世界大戦後、中華民国政府によって本殿は忠烈祠として改築され、殉国の兵士を祀っていたが、1994年4月24日に火災で全焼した。跡地には1998年に原住民の創世神話よりzh:射日塔という展望台が作られた。
社務所・斎館は当時の純日本風の木造建築のまま残されており、1998年に市の文化遺産（市定古蹟）に登録後、2001年1月5日、嘉義市史蹟資料館として一般公開を始めた。かつての境内地は嘉義公園となっており、手水舎、参道、石燈、狛犬なども現存している。
2015年7月8日には嘉義市文化局が、これまで水の流れが途絶えていた手水舎に水を引いて手水舎としての機能を復活させている。